# Prisma de Schmidt-Pechan

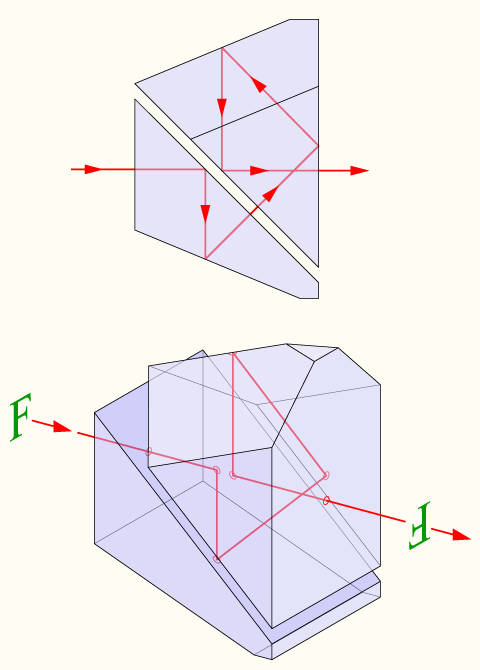
Un prisma de Schmidt-Pechan, visto de lado y en perspectiva isométrica.

Un prisma de Schmidt-Pechan es un tipo de prisma óptico usado para rotar 180° una imagen sin invertirla. Se suelen montar en prismáticos para enderezar la imagen que entrega la lente.
Consiste en un par de prismas separados por un espacio vacío. Las reflexiones totales internas en su interior causan el giro de la imagen. Debido al prisma de techo del segundo prisma la imagen se rota pero no se invierte. Para que la reflexión sea eficiente algunas de las superficies reflectantes deben estar metalizadas ya que el ángulo de incidencia es menor que el ángulo crítico de la reflexión total interna.
Esta configuración es más compacta que otros diseños similares como el prisma de Porro o el prisma de Abbe-Koenig, aunque el mayor número de reflexiones y el espacio de aire entre los prismas hacen que la luz pierda más intensidad en su trayectoria a través de él. Asimismo las numerosas reflexiones causan un cierto cambio de fase debido a la polarización, de modo similar a lo que sucede en el rombo de Fresnel, lo que obliga a emplear recubrimientos de corrección de fase sobre las superficies ópticas para evitar interferencias en la imagen.
- Datos: Q1720528